# 胡安·迪亞戈·佛瑞茲
璜·迪亞果·弗洛雷茲 (Juan Diego Flórez，1973年1月13日—），著名祕魯籍男高音歌唱家，其聲音類型是少見的花腔男高音 (tenor leggiero)。近年弗洛雷雷茲以成功演唱羅西尼的歌劇作品而著名。2007年6月4日，弗洛雷茲獲授祕魯國家最高榮譽，大十字级秘鲁太陽勳章。

## 早年生平
璜璜·迪亞果·弗洛雷茲（Juan Diego Florez）自幼在家庭的拉丁美洲音樂熏陶中成長，他最主要的音樂素養則來自美國費城寇帝斯音樂學院的深造。

## 成名之路
弗洛雷茲的首次公開演出是1996年在Pesaro的羅西尼歌劇音樂節上，他那極富表現力的歌喉與令人驚訝的機敏反應贏得了至關重要的輿論好評，因而他以“羅西尼男高音歌手”的形像出現在米蘭拉·斯卡拉、都靈、羅馬、慕尼黑、巴黎等國際性的劇院中。
妻子是Julia Trappe

## 主要角色
貝利尼
鐵巴杜（卡普雷第）
阿圖洛（清教徒）
艾維諾（夢遊女）
比才
納迪爾（採珠者）
多尼才地
恩涅斯特（唐巴斯瓜雷）
波托斯基（伊莉莎白）
奈莫利諾（愛情靈藥）
托尼奧（聯隊之花）
卡羅（夏莫尼斯的琳達）
雷斯特（瑪麗亞史都雅達）
格魯克
達諾瓦騎士（阿米達）
奧菲歐（奧費斯）
勒哈爾
卡密爾（風流寡婦）
麥耶貝爾
喬治（北極星）
莫札特
巴西利奧（費加洛婚禮）
派西羅
林多洛（妮娜）
普契尼
里努契歐（姜尼史基基）
小約翰史特勞斯
阿弗雷德（蝙蝠）
威爾第
曼圖亞公爵（弄臣）
芬桐（法斯塔夫）
羅西尼
阿馬維瓦（賽維利亞的理髮師）
唐拉米羅（灰姑娘）
林多洛（阿爾及利亞的義大利女郎）
柯拉汀（夏布朗的瑪蒂德）
弗洛維雷（布魯斯基諾先生）
伊德雷諾（賽米拉米德）
歐里（歐里伯爵）
羅德里哥（奧賽羅）
詹姆斯五世（湖上美人）
貝爾費歐雷和里本斯可夫（萊姆斯之旅）
阿諾（威廉泰爾）
囉（柴蜜拉）